# ساتياميفا جاياتي 2
ساتياميفا جاياتي 2 (بالإنجليزية: Satyameva Jayate 2)‏ هو فيلم أكشن باللغة الهندية عام 2021 من تأليف وإخراج ميلاب ميلان زافيري وإنتاج تي سيريز و إيماي للترفيه. إنه تكملة روحية لفيلم ساتياميفا جاياتي لعام 2018 ويقوم ببطولته جون أبراهام في دور ثلاثي كأب وأبناء توأم، إلى جانب ديفيا خوسلا كومار وراجيف بيلاي وأنوب سوني. في الفيلم، يقترح ساتيا بالرام آزاد مشروع قانون لوكبال في البرلمان ولكن بسبب قلة الأصوات يتم رفض التماسه، منذ سنوات ضحى والده داداساهب بالرام آزاد بحياته من أجل نفس الشيء مما ترك والدته سوهاسيني في غيبوبة. يبدأ القاتل في قتل الفاسدين في المدينة لوقف الفساد لذلك يقرر المسؤولون تعيين شرطي صارم جاي بالرام آزاد شقيق ساتيا التوأم يشكل بقية المؤامرة.
تم تأجيل موعد الإصدار بسبب ارتفاع حالات الإصابة بفيروس كورونا.
تم إصدار فيلم ساتياميفا جاياتي 2 في 25 نوفمبر 2021 وحصل على مراجعات متباينة إلى سلبية من النقاد.  على عكس الفيلم الأول، كان فشلاً في شباك التذاكر. 

## حبكة
ساتيا بالرام آزاد هو وزير الداخلية في ولاية أتر برديش، الذي يرتكب عمليات قتل بشعة سراً من أجل توفير العدالة للمظلومين. بسبب عمليات القتل المستمرة، يقوم قسم الشرطة بتعيين شقيق ساتيا التوأم، ضابط الشرطة جاي بالرام آزاد، للتحقيق في القضية. يبدأ جاي تحقيقه، حيث يتبين أن جاي متورط أيضًا مع شقيقه في عمليات القتل. لاحقًا، تستيقظ والدة ساتيا وجاي، سوهاسيني ديفي آزاد، من غيبوبتها وتكشف أن زوجة ساتيا، فيديا والد موريا ورئيس الوزراء الحالي تشاندرا براكاش موريا، كانا وراء وفاة والدهما داداصاحب بالرام آزاد، وهو مزارع وطني ناضل من أجل حقوق الشعب. بعد معركة عنيفة، تمكن ساتيا وجاي من قتل تشاندرا براكاش، حيث يواصلان أنشطتهما القتالية سراً.

## الممثلون
- جون أبراهام في دور ثلاثي
  - الناشط الاجتماعي داداصاحب بالرام آزاد ووالد ساتيا وجاي
  - وزير الداخلية ساتيا بالرام آزاد، الابن الأكبر لداداساهيب وشقيق جاي توأم
  - ACP جاي بالرام آزاد IPS، الابن الأصغر لداداساهيب والأخ توأم لساتيا
- ديفيا خوسلا كومار في دور النائبة التشريعية فيديا موريا آزاد، زوجة ساتيا
- هارش تشايا في دور سي إم شاندرا براكاش موريا، والد فيديا
- أنوب سوني في دور DCP سوبود أوبادياي IPS
- غوتامي كابور في دور سوهاسيني ديفي آزاد
- ساهيل فايد في دور المفتش جيانيسوار تشوراسيا
- زاخر حسين في دور الوزير شانكار براساد
- ريتوراج سينغ في دور مادان لال جوشي
- راجندرا جوبتا في دور ديا كاكا
- بهاجياشري ليماي كطبيب
- شاد راندهاوا في دور ساردارا
- دايا شانكار باندي في دور باراج تريباثي
- سليم شاه في دور ياشوانت باسوان
- ديفاكش راي في دور زميل دكتور

### مظهر كاميو
- جاس ماناك يؤدي بنفسه أغنيته "Tenu Lehanga" في إحدى الحفلات
- نورة فتحي في أغنية "كوسو كوسو"[10][11]

## إنتاج
بدأ تصوير رئيسي لفيلم ساتياميفا جاياتي 2 في 20 أكتوبر 2020 في لكهنؤ، قبل الانتقال إلى مومباي ورايباريلي. انتهى التصوير في الأسبوع الأخير من يناير 2021 في مومباي.

## الموسيقى التصويرية
موسيقى الفيلم من تأليف أركو، روشاك كوهلي، تانيشك باجشي، بايال ديف وجاس ماناك بينما كلمات الأغاني كتبها مانوج منتشير، راشمي فيراج، تانيشك باجشي وجاس ماناك.
الأغنية الأولى "Meri Zindagi Hai Tu" هي إعادة إنتاج لأغنية تحمل نفس الاسم لـ نصرت فتح علي خان. كلمات الاغنية ناصر كاظمي.
أغنية "Tenu Lehanga" هي إعادة إنتاج للأغنية البنجابية لعام 2019 "Lehanga" لجاس ماناك. 
أغنية "كوسو كوسو" هي إعادة إنتاج للأغنية الإسلامية "محمد نبينا".
كل الألحان من تأليف Rochak Kohli.
| #  | عنوان                      | المدة |
| -- | -------------------------- | ----- |
| 1. | "Meri Zindagi Hai Tu"      | 4:44  |
| 2. | "Tenu Lehanga"             | 4:07  |
| 3. | "Kusu Kusu"                | 3:15  |
| 4. | "Jann Gann Mann"           | 4:51  |
| 5. | "Maa Sherawali"            | 4:13  |
| 6. | "Jann Gann Mann" (Reprise) | 2:12  |

## الإصدار
في أبريل 2021، تم تأجيل موعد إصدار الفيلم بسبب ارتفاع حالات مرض فيروس كورونا 2019.  وأخيرًا، تم إصدار الفيلم في 25 نوفمبر 2021.

## روابط خارجية
- ساتياميفا جاياتي 2 على موقع IMDb (الإنجليزية)
- ساتياميفا جاياتي 2 على موقع روتن توميتوز (الإنجليزية)
- ساتياميفا جاياتي 2 على موقع قاعدة بيانات الأفلام العربية
- ساتياميفا جاياتي 2 على موقع قاعدة بيانات الفيلم (الإنجليزية)
- ساتياميفا جاياتي 2 على موقع ليتربوكسد (الإنجليزية)
- ساتياميفا جاياتي 2 على موقع كينوبويسك (الروسية)